# Trenčianska Turná
Trenčianska Turná (ungarisch Tornyos – bis 1899 Turna) ist eine Gemeinde in der Westslowakei.

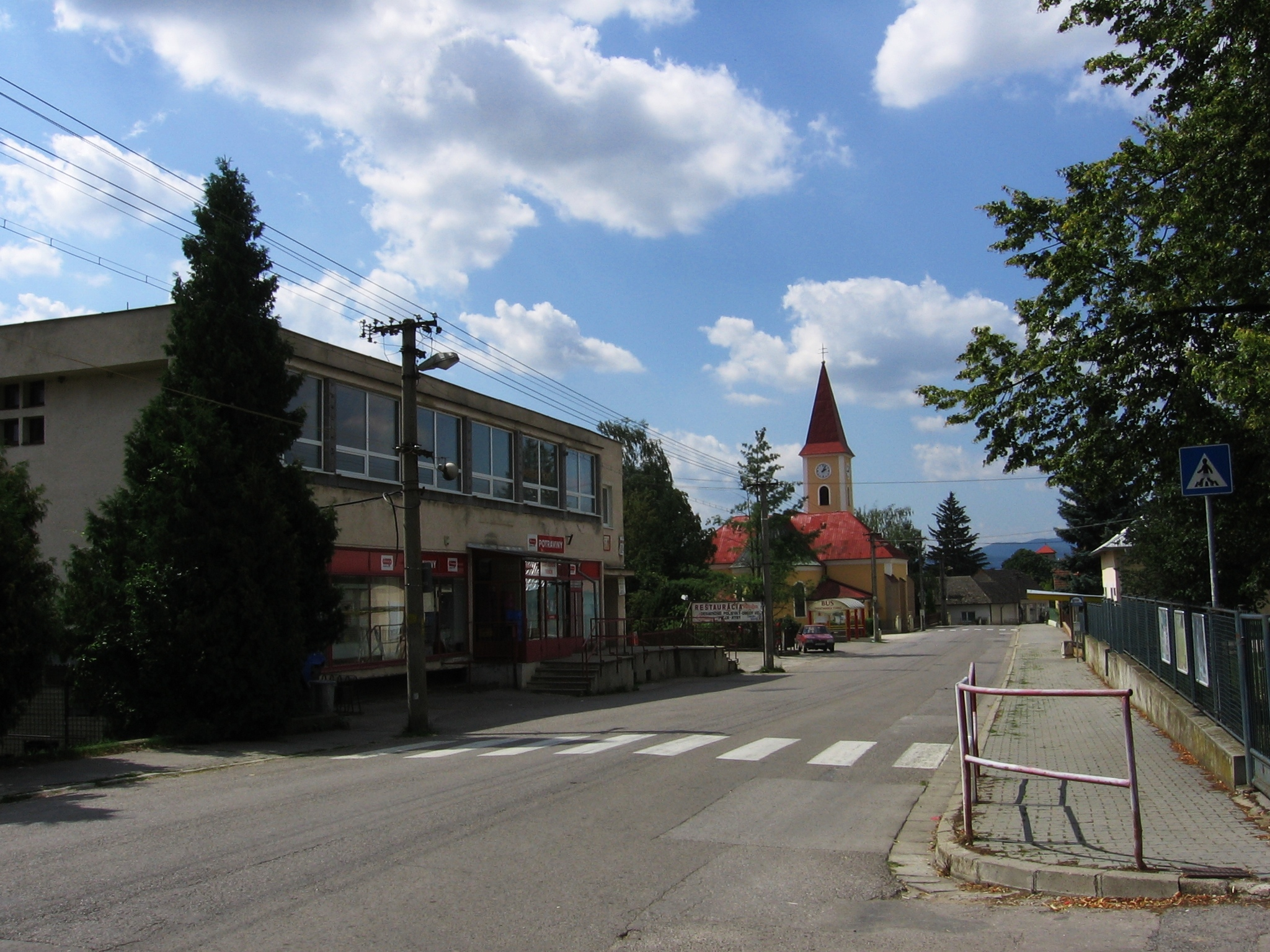
Blick auf den Hauptplatz

## Lage
Sie liegt im Waagtal am Fuße der Považský Inovec, sechs Kilometer südlich von Trenčín entfernt.

## Geschichte
Die erste schriftliche Erwähnung erfolgte 1269 als Tornua, ein Bach wurde schon 1113 als Turna aqua erwähnt. Seit 1976 gehört zur Gemeinde auch der Gemeindeteil Hámre.
Im Ort gibt es eine barocke Kirche.

## Bevölkerung
| Jahr                | 1994 | 2004     | 2014     | 2024     |
| ------------------- | ---- | -------- | -------- | -------- |
| Anzahl der Personen | 2464 | 2743     | 3170     | 3561     |
| Unterschied         |      | +11,32 % | +15,56 % | +12,33 % |

| Jahr                | 2023 | 2024    |
| ------------------- | ---- | ------- |
| Anzahl der Personen | 3540 | 3561    |
| Unterschied         |      | +0,59 % |